# Bruce Cork
Bruce Cork (* 1916 in Peck; † 7. Oktober 1994) war ein US-amerikanischer Physiker, der 1956 das Antineutron entdeckte, als er am Lawrence Berkeley National Laboratory arbeitete. Von 1968 bis 1974 war er Professor für Physik an der University of Michigan. Seine Arbeit publizierte er 1956 gemeinsam mit Glen Lambertson, Oreste Piccioni und William A. Wenzel  unter dem Titel Antineutrons Produced from Antiprotons in Charge-Exchange Collisions in der Physical Review.